# Spalla

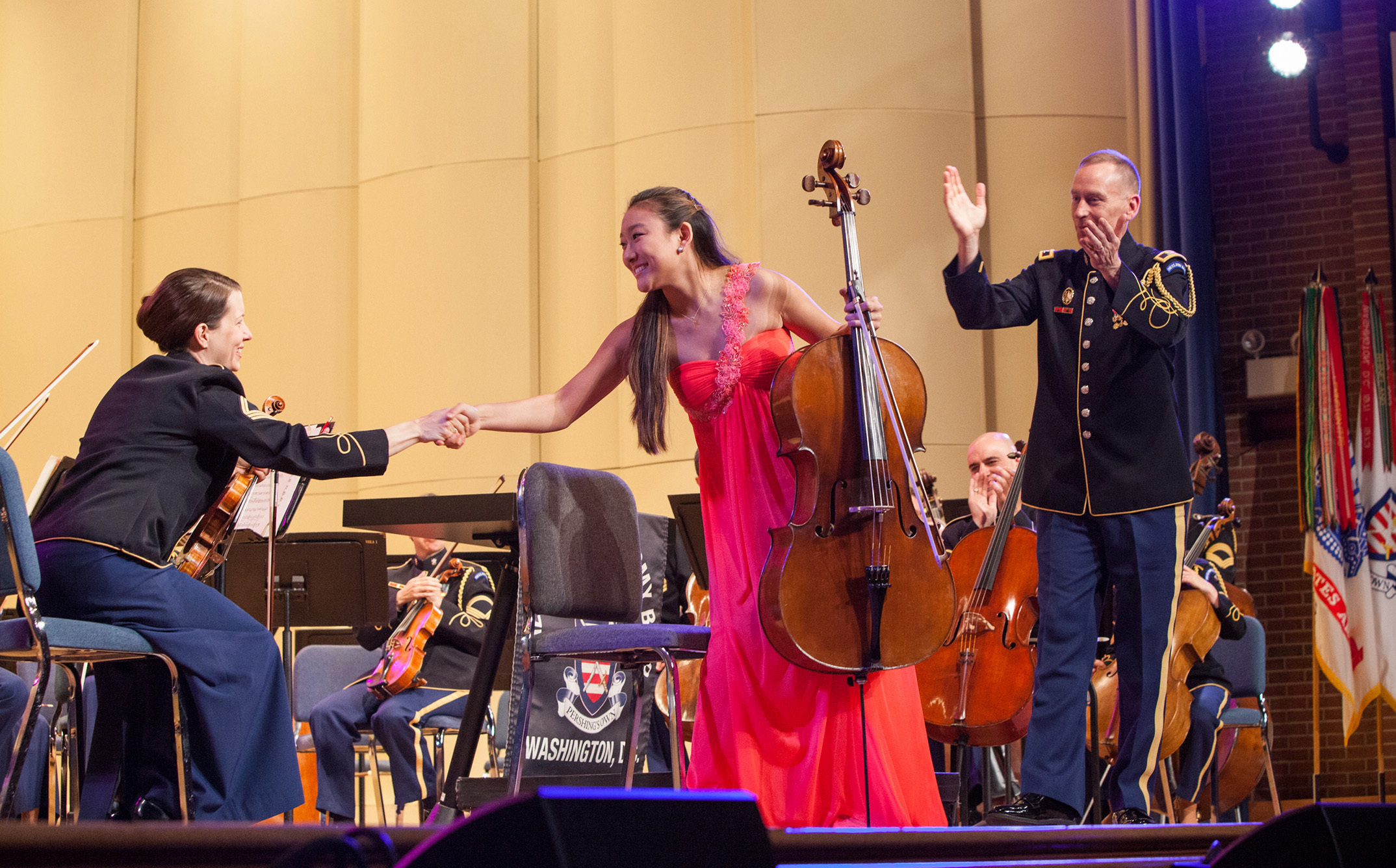
Alunos da TUSAB apresentam poesia musical 150514-A-DZ999-619.

O Spalla (em italiano, em português "ombro") ou concertino (termo utilizado em Portugal) é o nome dado ao primeiro-violino de uma orquestra. Em italiano diz-se violino di spalla. Na orquestra, fica na primeira estante, à esquerda do maestro. Antes da entrada do maestro, é o último instrumentista a entrar no palco, sendo o responsável pela afinação da orquestra. É também o responsável pela execução de solos e atua como regente substituto, repassando aos outros músicos as determinações do maestro. Numa orquestra, os violoncelos têm também um violoncelista considerado spalla.
O termo provém da gíria teatral italiana, em que attore di spalla é aquele que apóia o comediante principal, sobretudo nas cenas mais cômicas. Por analogia, na orquestra, spalla é o violino que dá apoio ao regente.
Até meados do século XIX, muitas vezes as apresentações eram regidas pelo Spalla, que utilizava o arco para marcar o tempo da música.